# Аксели и Элина
«Аксели и Элина» (фин. Akseli ja Elina) — финский двухсерийный художественный фильм, снятый режиссёром Эдвином Лайне в 1970 году на студии «Fennada-Filmi» по мотивам второй части трилогии Вяйнё Линна «Здесь, под Полярной звездой».
Первая часть кинотрилогии фильм «Здесь, под Полярной звездой», вторая часть — «Аксели и Элина» и продолжение «Неизвестный солдат».
Премьера фильма состоялась 4 декабря 1970 года.

## Сюжет
Действие фильма происходит в период реакции, наступившей после гражданской войны в Финляндии 1918 года.
Бывший командир красногвардейцев возвращается домой после тюремного заключения за участие в гражданской войне, и вскоре обнаруживает, что мировоззрение военного времени всё ещё сохраняется в головах людей. Главный герой пытается снова научиться жить. Ему больше не разрешают участвовать в политике, но он видит вокруг себя много несправедливости. Утратив юношеские романтические иллюзии, в трудной борьбе с самим собой и своими сомнениями Аксели обретает стойкость настоящего борца.

## В ролях
- Аарно Сулканен — Аксели Коскела
- Улла Эклунд —Элина Коскела
- Ристо Тауло — Юсси Коскела
- Роз-Мари Прехт — Эллен Салпакари
- Эса Саарио — Янне Кививуори, социал-демократический политик
- Матти Ранин — Лаури Салпакари
- Мирьям Новеро — Анна Кививуори
- Кауко Хеловирта — Отто Кививуори
- Туула Нюман — Эльма Лаурила
- Пекка Аутиовуори — Оскари Кививуори
- Кайсу Леппянен
- Олави Ахонен — Лаури Кивиоя
- Майя-Лина Сойнне —  Ауне Леппянена
- Юсси Юркка — Сюкола
- Илкка Келтанен — учитель Пентти Раутаярви
- Мартти Ярвинен — капитан
- Хельге Херала — Вихтори Кивиоя
- Пентти Ирьяла — Прити Леппанен
- Элса Туракайнен — жена Прити Леппанена
- Ристо Мякеля — Лассе
- Танели Ринне — Арво Тойри
- Исмо Каллио
- Юхани Кумпулайнен — хозяин лесопилки
- Кости Клемеля — тёзка
- Катриина Ринне — Санни Кививуори
- Фриц-Хуго Бакман — Э. Дальберг, фармацевт, председатель муниципального совета
- Лееви Линко — Арттури Юлле, судья
- Элса Туракайнен — Хенна
- Пертти Векстрём — доктор
- Матти Пеллонпяя — Вальдемар Леппянен, «Валту»
- Рауни Ранта — жена Сюколы
- Сеппо Лухтала — Рахикайнен
- Ааро Куркела — аккордеонист на свадьбе
- Юрьё Вяэнянен — солдат
- Эркки Юнккаринен — поющий лейтенант
- Аймо Паапио — член муниципального совета
- Лаури Кюёстиля — фотограф

Фильм-участник Московского международного кинофестиваля 1971 года.
Входит в список самых популярных фильмов финского кинопроката в 1970 году, его посмотрели 510 542 зрителя.